# Pterocerina ruficauda
Pterocerina ruficauda é uma espécie de mosca ulita ou do tipo foto-asa do gênero Pterocerina, da superfamília Tephritidae e da família Ulidiidae.
A espécie encontra-se distribuída no México.
A Pterocerina ruficauda foi descrita pela primeira vez em 1914, por Friedrich Georg Hendel.